# Finale du Grand Prix ISU 2007-2008
Navigation
Édition précédente Édition suivante
La finale du Grand Prix ISU est la dernière épreuve qui conclut chaque année le Grand Prix international de patinage artistique organisé par l'International Skating Union. Elle accueille des patineurs amateurs de niveau senior dans quatre catégories: simple messieurs, simple dames, couple artistique et danse sur glace.
Pour la saison 2007/2008, la finale est organisée du 13 au 16 décembre 2007 à la Palavela de Turin en Italie. Il s'agit de la 13e finale depuis la création du Grand Prix ISU en 1995.

## Qualifications
Seuls les patineurs qui atteignent l'âge de 14 ans au 1er juillet 2007 peuvent participer aux épreuves du Grand Prix ISU 2007/2008. Les épreuves de qualifications sont successivement :
- le Skate America du 25 au 28 octobre 2007 à Reading
- le Skate Canada du 1er au 4 novembre 2007 à Québec
- la Coupe de Chine du 7 au 11 novembre 2007 à Harbin
- le Trophée de France du 15 au 18 novembre 2007 à Paris
- la Coupe de Russie du 22 au 25 novembre 2007 à Moscou
- le Trophée NHK du 28 novembre au 2 décembre 2007 à Sendai

Les patineurs participent à un ou deux grands-prix. Les six patineurs qui ont obtenu le plus de points sont qualifiés pour la finale et les trois patineurs suivants sont remplaçants.
|             | Messieurs            | Dames            | Couples                             | Danse sur glace                         |
| ----------- | -------------------- | ---------------- | ----------------------------------- | --------------------------------------- |
| 1           | Daisuke Takahashi    | Kim Yuna         | Zhang Dan / Zhang Hao               | Isabelle Delobel / Olivier Schoenfelder |
| 2           | Johnny Weir          | Mao Asada        | Aljona Savchenko / Robin Szolkowy   | Tanith Belbin / Benjamin Agosto         |
| 3           | Patrick Chan         | Kimmie Meissner  | Jessica Dubé / Bryce Davison        | Tessa Virtue / Scott Moir               |
| 4           | Evan Lysacek         | Carolina Kostner | Pang Qing / Tong Jian               | Oksana Domnina / Maksim Chabaline       |
| 5           | Stéphane Lambiel     | Yukari Nakano    | Keauna McLaughlin / Rockne Brubaker | Nathalie Péchalat / Fabian Bourzat      |
| 6           | Kevin Van Der Perren | Caroline Zhang   | Yuko Kavaguti / Alexandre Smirnov   | Jana Khokhlova / Sergey Novitski        |
| Remplaçants |                      |                  |                                     |                                         |
| 1er         | Stephen Carriere     | Sarah Meier      | Maria Mukhortova / Maksim Trankov   | Anna Cappellini / Luca Lanotte          |
| 2e          | Jeffrey Buttle       | Miki Ando        | Jessica Miller / Ian Moram          | Federica Faiella / Massimo Scali        |
| 3e          | Tomáš Verner         | Joannie Rochette | Tiffany Vise / Derek Trent          | Meryl Davis / Charlie White             |

## Résultats

### Messieurs

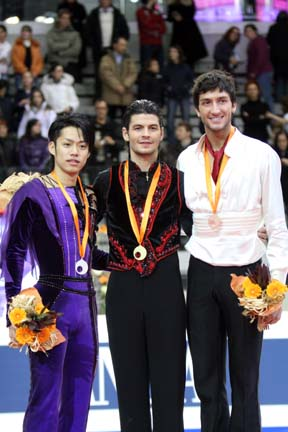
Podium des Messieurs

| Rang | Nom                  | Pays       | Points | Programme court | Programme court | Programme libre | Programme libre |
| ---- | -------------------- | ---------- | ------ | --------------- | --------------- | --------------- | --------------- |
| 1    | Stéphane Lambiel     | Suisse     | 239.10 | 2               | 83.80           | 1               | 155.30          |
| 2    | Daisuke Takahashi    | Japon      | 238.94 | 1               | 84.20           | 2               | 154.74          |
| 3    | Evan Lysacek         | États-Unis | 229.78 | 3               | 79.70           | 3               | 150.08          |
| 4    | Johnny Weir          | États-Unis | 216.16 | 4               | 74.80           | 4               | 141.36          |
| 5    | Patrick Chan         | Canada     | 208.13 | 6               | 68.86           | 5               | 139.27          |
| 6    | Kevin Van Der Perren | Belgique   | 189.52 | 5               | 72.83           | 6               | 116.69          |

### Dames

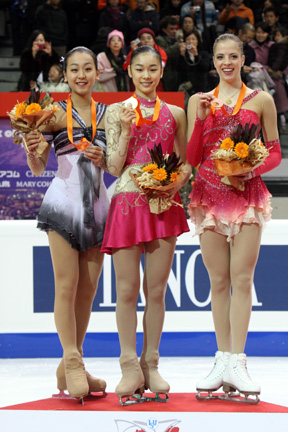
Podium des Dames

| Rang | Nom              | Pays         | Points | Programme court | Programme court | Programme libre | Programme libre |
| ---- | ---------------- | ------------ | ------ | --------------- | --------------- | --------------- | --------------- |
| 1    | Kim Yuna         | Corée du Sud | 196.83 | 1               | 64.62           | 2               | 132.21          |
| 2    | Mao Asada        | Japon        | 191.59 | 6               | 59.04           | 1               | 132.55          |
| 3    | Carolina Kostner | Italie       | 178.93 | 3               | 59.86           | 3               | 119.07          |
| 4    | Caroline Zhang   | États-Unis   | 176.48 | 2               | 61.82           | 4               | 114.66          |
| 5    | Yukari Nakano    | Japon        | 172.96 | 4               | 59.78           | 5               | 113.18          |
| 6    | Kimmie Meissner  | États-Unis   | 154.22 | 5               | 59.08           | 6               | 95.14           |

### Couples

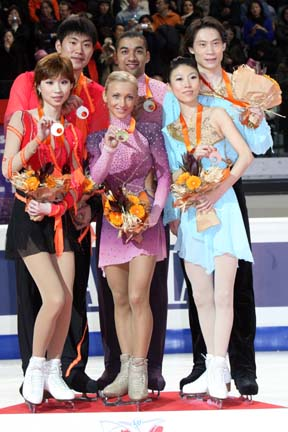
Podium des couples artistiques

| Rang    | Nom                                 | Pays       | Points | Programme court | Programme court | Programme libre | Programme libre |
| ------- | ----------------------------------- | ---------- | ------ | --------------- | --------------- | --------------- | --------------- |
| 1       | Aljona Savchenko / Robin Szolkowy   | Allemagne  | 199.23 | 1               | 72.14           | 1               | 127.09          |
| 2       | Zhang Dan / Zhang Hao               | Chine      | 191.20 | 2               | 71.40           | 2               | 119.80          |
| 3       | Pang Qing / Tong Jian               | Chine      | 185.13 | 3               | 66.68           | 3               | 118.45          |
| 4       | Jessica Dubé / Bryce Davison        | Canada     | 172.43 | 4               | 57.06           | 4               | 115.37          |
| 5       | Yuko Kavaguti / Alexandre Smirnov   | Russie     | 161.75 | 6               | 51.74           | 5               | 110.01          |
| Abandon | Keauna McLaughlin / Rockne Brubaker | États-Unis |        | 5               | 55.24           |                 |                 |

### Danse sur glace

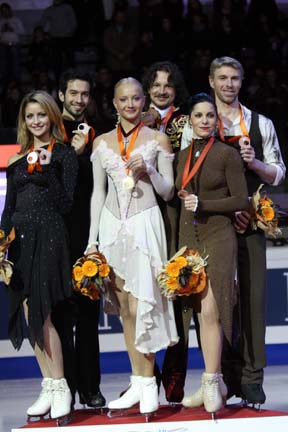
Podium de la danse sur glace

| Rang | Nom                                     | Pays       | Points | Danse originale | Danse originale | Danse libre | Danse libre |
| ---- | --------------------------------------- | ---------- | ------ | --------------- | --------------- | ----------- | ----------- |
| 1    | Oksana Domnina / Maksim Chabaline       | Russie     | 165.57 | 3               | 62.31           | 1           | 103.26      |
| 2    | Tanith Belbin / Benjamin Agosto         | États-Unis | 164.14 | 1               | 63.64           | 2           | 100.50      |
| 3    | Isabelle Delobel / Olivier Schoenfelder | France     | 163.40 | 2               | 63.29           | 3           | 100.11      |
| 4    | Tessa Virtue / Scott Moir               | Canada     | 159.40 | 4               | 61.14           | 4           | 98.26       |
| 5    | Jana Khokhlova / Sergey Novitski        | Russie     | 153.58 | 5               | 58.30           | 5           | 95.28       |
| 6    | Nathalie Péchalat / Fabian Bourzat      | France     | 140.82 | 6               | 57.73           | 6           | 83.09       |

## Sources
- (en) Résultats de la finale 2007/2008 du Grand Prix ISU sur le site de l'ISU
- Patinage Magazine N°111 (Mars 2008)